# Thyridanthrax reductus
Thyridanthrax reductus är en tvåvingeart som beskrevs av Lindner 1979. Thyridanthrax reductus ingår i släktet Thyridanthrax och familjen svävflugor.
Artens utbredningsområde är Iran. Inga underarter finns listade i Catalogue of Life.